# США на зимних Олимпийских играх 1932
Соединённые Штаты Америки приняли участие в зимних Олимпийских играх (1932), которые прошли в Лейк-Плэсид, штат Нью-Йорк, США с 4 по 15 февраля 1932 года. На третьи    Олимпийские игры Олимпийский комитет США снова послал, в 2,5 раза больше спортсменов, чем на прошлой, 64 спортсмена (58 мужчину и 6 женщин), и снова в 7 спортивных дисциплинах (Бобслей, Скелетон, Лыжные гонки, Фигурное катание, Лыжное двоеборье, Прыжки с трамплина и Конькобежный спорт).

## Медалисты
| Золото | Золото                                            | Золото                                     | Золото     |
| №      | Спортсмены                                        | Вид спорта (дисциплина)                    | Дата       |
| ------ | ------------------------------------------------- | ------------------------------------------ | ---------- |
| 1      | Джек Ши                                           | Конькобежный спорт (500 метров, мужчины)   | 4 февраля  |
| 2      | Ирвинг Яффе                                       | Конькобежный спорт (5000 метров, мужчины)  | 4 февраля  |
| 3      | Джек Ши                                           | Конькобежный спорт (1500 метров, мужчины)  | 5 февраля  |
| 4      | Ирвинг Яффе                                       | Конькобежный спорт (10000 метров, мужчины) | 8 февраля  |
| 5      | Кёртис Стивенс Хуберт Стивенс                     | Бобслей (двойки, мужчины)                  | 9 февраля  |
| 6      | Эдди Иган Билли Фиске Клиффорд Грей Джей О'Брайен | Бобслей (четвёрки, мужчины)                | 15 февраля |

### Золото
| Золото | Золото                                                | Золото                                      |
| №      | Спортсмены                                            | Вид спорта (дисциплина)                     |
| ------ | ----------------------------------------------------- | ------------------------------------------- |
| 1      | Джей Хурберт Стивенс, Кертис Стивенс                  | Бобслей (двойка (мужчины))                  |
| 2      | Уильям Фиске, Эдди Иган, Клиффорд Грей, Джей О’Брайен | Бобслей (четверка (мужчины))                |
| 3      | Джек Ши                                               | Конькобежный спорт (500 метров (мужчины))   |
| 4      | Джек Ши                                               | Конькобежный спорт (1500 метров (мужчины))  |
| 5      | Ирвинг Яффе                                           | Конькобежный спорт (5000 метров (мужчины))  |
| 6      | Ирвинг Яффе                                           | Конькобежный спорт (10000 метров (мужчины)) |

### Серебро
| Серебро | Серебро | Серебро                                    |
| №       | Спортсмены | Вид спорта (дисциплина)                    |
| ------- | --- | ------------------------------------------ |
| 1       | Хенри Хомберг, Перси Брайант, Френсис Стивенс, Эдмунд Хортон | Бобслей (четверка (мужчины))               |
| 2       | Беатрикс Логран-Шервин Бэджер | Фигурное катание (пары)                    |
| 3       | Фрэнклин Фэррелл, Эдвард Фрэзир, Джон Гэррисон, Осборн Андерсон, Уинтроп Пэлмер, Джон Чейз, Джон Бент, Дуглас Эверетт, Джон Кукмэн, Фрэнсис Нелсон, Гордон Смит, Джозеф Фицджеральд, Роберт Ливингстон, Джэрард Хэллок | Хоккей (мужчины)                           |
| 4       | Эдвард Мёрфи | Конькобежный спорт (5000 метров (мужчины)) |

### Бронза
| Бронза | Бронза                       | Бронза                                         |
| №      | Спортсмены                   | Вид спорта (дисциплина)                        |
| ------ | ---------------------------- | ---------------------------------------------- |
| 1      | Джон Р. Хитон, Роберт Минтон | Бобслей (двойка (мужчины))                     |
| 2      | Мэрибел Винсон               | Фигурное катание (одиночное катание (женщины)) |

## Состав и результаты олимпийской сборной США

### Бобслей
| Боб   | Спортсмены                          | Дисциплина | 1-й забег | 1-й забег | 2-й забег | 2-й забег | 3-й забег | 3-й забег | 4-й забег | 4-й забег | Итог    | Итог    |
| Боб   | Спортсмены                          | Дисциплина | Время     | Позиция   | Время     | Позиция   | Время     | Позиция   | Время     | Позиция   | Время   | Позиция |
| ----- | ----------------------------------- | ---------- | --------- | --------- | --------- | --------- | --------- | --------- | --------- | --------- | ------- | ------- |
| США-1 | Джей Хурберт Стивенс Кертис Стивенс | Двойка     | 2:13.10   | 3         | 2:04.27   | 1         | 1:59.69   | 1         | 1:57.68   | 1         | 8:14.74 | 1       |
| США-2 | Джон Р. Хитон Роберт Минтон         | Двойка     | 2:15.02   | 4         | 2:07.51   | 3         | 2:04.29   | 3         | 2:02.33   | 3         | 8:29.15 | 3       |

| Боб   | Спортсмены                                                | Дисциплина | 1-й забег | 1-й забег | 2-й забег | 2-й забег | 3-й забег | 3-й забег | 4-й забег | 4-й забег | Итог    | Итог    |
| Боб   | Спортсмены                                                | Дисциплина | Время     | Позиция   | Время     | Позиция   | Время     | Позиция   | Время     | Позиция   | Время   | Позиция |
| ----- | --------------------------------------------------------- | ---------- | --------- | --------- | --------- | --------- | --------- | --------- | --------- | --------- | ------- | ------- |
| США-1 | Уильям Фиске Эдди Иган Клиффорд Грей Джей О’Брайен        | Четверка   | 2:00.52   | 1         | 1:59.16   | 1         | 1:57.41   | 1         | 1:56.59   | 2         | 7:53.68 | 1       |
| США-2 | Хенри Хомберг Перси Брайант Френсис Стивенс Эдмунд Хортон | Четверка   | 2:01.77   | 2         | 2:01.09   | 2         | 1:58.56   | 3         | 1:54.28   | 1         | 7:55.70 | 2       |

### Конькобежный спорт
Мужчины
| Дисциплина | Спортсмен        | Заезд   | Заезд | Финал     | Финал     |
| Дисциплина | Спортсмен        | Время   | Место | Время     | Место     |
| ---------- | ---------------- | ------- | ----- | --------- | --------- |
| 500 м      | Джек Ши          | -       | 2 Кв. | 43.4 ОР   | 1         |
| 500 м      | Рэй Мюррей       | -       | 3     | Не прошел | Не прошел |
| 500 м      | Аллан Поттс      | -       | 3     | Не прошел | Не прошел |
| 500 м      | Джон Фаррелл     | -       | 2 Кв. | -         | 6         |
| 1500 м     | Герберт Тэйлор   | 2:49.3  | 1 Кв. | -         | 6         |
| 1500 м     | Ллойд Гуентер    | -       | 6     | Не прошел | Не прошел |
| 1500 м     | Джек Ши          | 2:58.0  | 1 Кв. | 2:57.5    | 1         |
| 1500 м     | Рэй Мюррей       | 2:29.9  | 1 Кв. | -         | 5         |
| 5000 м     | Эдвард Мёрфи     | -       | 2 Кв. | -         | 2         |
| 5000 м     | Ирвинг Яффе      | 9:52.0  | 1 Кв. | 9:40.8    | 1         |
| 5000 м     | Карл Спрингер    | -       | 6     | Не прошел | Не прошел |
| 5000 м     | Герберт Тэйлор   | -       | 2 Кв. | -         | 4         |
| 10000 м    | Эдвин Вэдге      | -       | 4 Кв. | -         | 4         |
| 10000 м    | Валентине Бьялас | -       | 3 Кв. | -         | 5         |
| 10000 м    | Эдди Шройдер     | -       | 4 Кв. | -         | 8         |
| 10000 м    | Ирвинг Яффе      | 18:05.4 | 1 Кв. | 19:13.6   | 1         |

### Лыжные гонки
Мужчины
| Дисциплина | Спортсмен        | Гонка   | Гонка |
| Дисциплина | Спортсмен        | Время   | Место |
| ---------- | ---------------- | ------- | ----- |
| 18 км      | Эрлинг Андерсен  | 1'58:13 | 42    |
| 18 км      | Рольф Монсен     | 1'42:36 | 33    |
| 18 км      | Ричард Парсонс   | 1'40:08 | 28    |
| 18 км      | Олли Зеттерстром | 1'38:26 | 23    |
| 50 км      | Норт Биллингс    | Дскв.   | –     |
| 50 км      | Роберт Рейд      | 5'26:06 | 20    |
| 50 км      | Нильс Бэкстром   | 5'25:40 | 19    |
| 50 км      | Ричард Парсонс   | 5'13:59 | 15    |

### Лыжное двоеборье
Мужчины
Соревнования:
- 18 км кросс на лыжах
- прыжки с нормального трамплина

Эти соревнования были представлены отдельно от лыжных гонок и прыжков с трамплина. Из-за большого кол-ва участников.
| Спортсмен       | Дисциплина     | Кросс на лыжах | Кросс на лыжах | Кросс на лыжах | Прыжки с трамплина | Прыжки с трамплина | Прыжки с трамплина | Прыжки с трамплина | Итог   | Итог  |
| Спортсмен       | Дисциплина     | Время          | Очки           | Место          | 1-я дистанция      | 2-я дистанция      | Итог. очки         | Место              | Очки   | Место |
| --------------- | -------------- | -------------- | -------------- | -------------- | ------------------ | ------------------ | ------------------ | ------------------ | ------ | ----- |
| Джон Эриксен    | Индивидуальное | 1'54:58        | 115.50         | 27             | 49.5               | 54.0               | 200.8              | 10                 | 316.30 | 25    |
| Ллойд Эллингтон | Индивидуальное | 1'44:14        | 160.50         | 22             | 45.0               | 56.0               | 193.7              | 17                 | 354.20 | 16    |
| Рольф Монсен    | Индивидуальное | 1'42:36        | 167.40         | 17             | 54.0               | 52.0               | 201.9              | 7                  | 369.30 | 9     |
| Эдвард Блуд     | Индивидуальное | 1'41:58        | 170.25         | 16             | 51.5               | 46.0               | 191.2              | 18                 | 361.45 | 14    |

### Прыжки на лыжах с трамплина
| Спортсмен     | Дисциплина     | 1-й прыжок | 1-й прыжок | 1-й прыжок | 2-й прыжок | 2-й прыжок | 2-й прыжок | Итог  | Итог  |
| Спортсмен     | Дисциплина     | Дистанция  | Очки       | Место      | Дистанция  | Очки       | Место      | Очки  | Место |
| ------------- | -------------- | ---------- | ---------- | ---------- | ---------- | ---------- | ---------- | ----- | ----- |
| Рой Миккелсен | Норм. трамплин | 53.0       | 52.0 (фол) | 31         | Дскф.      | –          | –          | Дскф. | –     |
| Педэр Фелстэд | Норм. трамплин | 56.0       | 96.1       | 18         | 62.5       | 103.4      | 12         | 199.5 | 13    |
| Джон Стил     | Норм. трамплин | 55.0       | 98.0       | 14         | 56.0       | 97.6       | 16         | 195.6 | 15    |
| Каспар Оймоин | Норм. трамплин | 63.0       | 104.7      | 7          | 67.5       | 112.0      | 2          | 216.7 | 5     |

### Фигурное катание
Мужчины
| Спортсмен     | Дисциплина             | Короткая программа | Произвольная программа | Место | Очки   | Итог. место |
| ------------- | ---------------------- | ------------------ | ---------------------- | ----- | ------ | ----------- |
| Вильям Нэгл   | Произвольная программа | 12                 | 10                     | 77    | 1884.8 | 11          |
| Гэйл Борден   | Произвольная программа | 7                  | 9                      | 54    | 2110.8 | 8           |
| Джеймс Мэдден | Произвольная программа | 8                  | 7                      | 52    | 2049.6 | 7           |
| Роджер Тёрнер | Произвольная программа | 5                  | 6                      | 40    | 2297.6 | 6           |

Женщины
| Спортсменка      | Дисциплина                | Короткая программа | Произвольная программа | Место | Очки   | Итог. место |
| ---------------- | ------------------------- | ------------------ | ---------------------- | ----- | ------ | ----------- |
| Луиз Вейгель     | Женское одиночное катание | 14                 | 13                     | 92    | 1769.4 | 14          |
| Сьюзан Дэвис     | Женское одиночное катание | 10                 | 14                     | 83    | 1780.4 | 12          |
| Маргарет Беннетт | Женское одиночное катание | 12                 | 8                      | 75    | 1826.8 | 11          |
| Мэрибел Винсон   | Женское одиночное катание | 3                  | 3                      | 23    | 2158.8 | 3           |

Пары
| Спортсмены                    | Очки | Результат | Итог. место |
| ----------------------------- | ---- | --------- | ----------- |
| Гертруд Мередиш Джосеп Саваж  | 49   | 59.8      | 7           |
| Беатрикс Логран Шервин Бэджер | 16   | 77.5      | 2           |

### Хоккей
Мужчины
| Сборная  | Матчей | В | П | ПвОТ | ЗШ | ПШ |
| -------- | ------ | - | - | ---- | -- | -- |
| Канада   | 6      | 5 | 0 | 1    | 32 | 4  |
| США      | 6      | 4 | 1 | 1    | 27 | 5  |
| Германия | 6      | 2 | 4 | 0    | 7  | 26 |
| Польша   | 6      | 0 | 6 | 0    | 3  | 34 |

| 4 фев  | США | 1:2 OT (0:0,0:1,1:0,0:0,0:1)     | Канада   |
| 5 фев  | США | 4:1 (1:0,2:0,1:1)                | Польша   |
| 7 фев  | США | 7:0 (3:0,2:0,2:0)                | Германия |
| 8 фев  | США | 5:0 (1:0,1:0,3:0)                | Польша   |
| 10 фев | США | 8:0 (2:0,2:0,4:0)                | Германия |
| 13 фев | США | 2:2 OT (1:1,1:0,0:1,0:0,0:0,0:0) | Канада   |

| Серебро: |
| Фрэнклин Фэррелл, Эдвард Фрэзир, Джон Гэррисон, Осборн Андерсон, Уинтроп Пэлмер, Джон Чейз, Джон Бент, Дуглас Эверетт, Джон Кукмэн, Фрэнсис Нелсон, Гордон Смит, Джозеф Фицджеральд, Роберт Ливингстон, Джэрард Хэллок |